# 859
859 (DCCCLIX) var ett normalår som började en söndag i den julianska kalendern.

## Händelser

### Okänt datum
- Den ovanligt kalla vintern gjorde att norra delen av Adriatiska havet frös så kraftigt, att man kunde köra lastade foror på isen utanför Venedig.
- Varjagerna kom över havet och krävde skatt av stammarna i norra Ryssland.

## Födda
- Rudaki, persisk poet.

## Avlidna
- Eulogius av Córdoba, spansk präst, martyr och helgon.